# Петрово-Соловово (усадьба)
Петрово-Соловово — бывшая усадьба в селе Карай-Салтыково Тамбовской области.
Одна из бывших дворянских усадеб Кирсановского уезда Тамбовской губернии — имение Г. Ф. Петрово-Соловово (затем — графа М. М. Перовского-Петрово-Соловово) располагалась на живописном берегу реки Ворона в селе Карай-Салтыково.
Первые сведения о деревне Карай-Салтыковка появились в ревизской сказке за 1719 год: «Село Архангельское, Карай тож, советника Бориса Иванова, сына Ярцева, крестьяне, переведенные Симбирского уезду из села Никольского, Соловчиха тож, купленные у Федора Гагарина: Никита Иванов, Авдей Егоров… Майора Блажинина крестьяне, написанные в прежней переписи по Караю: Федор Кириллов, Трофим Дмитриев… Всего 10 душ». Затем указываются крепостные крестьяне, купленные в Рязанском и других уездах у генерал-майора Михаила Петрова, сына Салтыкова: «Иван Савельев, Петр Иванов, Максим Петров, Иван Прокофьев, Афанасий Акимов и др. Всего 292 человека». Первую часть названия поселение получило от реки Карай, около устья которой оно находится, вторую — от фамилии бывших владельцев села дворян Салтыковых.
Усадьба состояла из барского дома с зимним садом. Была здесь и домовая церковь, а также каретный двор, небольшой липовый парк с множеством цветников и беседкой. Рядом располагались собственный конный завод (до 140 лошадей), мельница, табачные склады, винный завод, обширные скотные фермы.
В 1886 году рядом с могилой Григория Фёдоровича Петрово-Соловово его потомками была построена церковь Архистратига Михаила, — с редким каменным иконостасом. После октябрьской революции 1917 года она была закрыта; в 1958 году — разрушена. В 5 верстах от усадьбы прошла железная дорога. В 1880-х годах владельцы провели сюда телефон и электричество. Был даже пароход «Колибри», на котором хозяева совершали экскурсии по Вороне. На этой же реке располагалось усадьба Чичериных Караул, куда Петрово-Соловово ездили в гости.
До 1970-х годов в бывшей усадьбе располагался детский дом. Ныне в полуразрушенном состоянии сохранились лишь барский дом и мельница.